# بدرالبدور
بدرالبدور نام یکی از شخصیت‌های داستان‌های هزار و یک شب است.
وقتی علاءالدین چراغ جادو را پیدا می‌کند، متوجه می‌شود که جنی در آن زندگی می‌کند که خواسته‌های ارباب انسانی خود را برآورده می‌کند. علاءالدین جوانی فقیری است که نمی‌توانست با یک شاهزاده خانم ازدواج کند او با کمک جن ثروتمند و قدرتمند می‌شود و با شاهزاده بدرالبدور ازدواج می‌کند.
در فیلم علاءالدین، دیزنی، نام او را به یاسمین تغییر داد و او را یک شاهزاده خانم عرب معرفی کردند. او همچنین در شعری از والاس استیونز به نام "کرم‌ها در دروازه بهشت" در کتاب هارمونیوم او نام برده شده‌است. او یکی از شخصیت‌های رمان کودکان آرزوی ماه نوشته مایکل اُ. تونل است و به‌عنوان یک شرور مکر و سیاه‌دل به تصویر کشیده می‌شود.
نام بدرالبدور همچنین در رمان‌ سرباز خوب اثر
فورد مادوکس فورد، و "آشفتگی" اثر بوث تارکینگتن (در نقش شاهدخت بدرالبدور) و "بیا با من" برقص اثر راسل هوبان نیز دیده می‌شود . هوبان همچنین از بدرالبدور به عنوان نام یک شاهدخت عرب در هزار و یک شب یاد می‌کند. مونیکا بالدوین در رمانش به نام «نامیده شده و برگزیده» از نام بدرالبدور برای گربه سیامی استفاده می‌کند که قبل از راهبه شدن به قهرمان او اورسولا تعلق داشت.